# Carl Haslinger (Sänger)
Carl (auch: Karl) Haslinger (* 28. oder 30. September 1892 in Wien; † 7. Februar 1974 ebenda) war ein österreichischer Sänger, Liederautor und Conferencier.

## Leben
Haslinger begann seine Karriere als Volkssänger im Alter von sechzehn Jahren. Er trat unter anderem mit Edmund Guschelbauer und Luise Montag in Gasthäusern und Kabaretts in Wien, Innsbruck, Salzburg und weiteren österreichischen Städten auf, hatte Engagements in Deutschland, Liechtenstein, der Schweiz, Holland und Belgien und lebte zeitweise in der Schweiz. Nach dem Ende des Ersten Weltkriegs betätigte er sich auch als Unternehmer. Er hatte Sommerbühnen in Meidling, Fünfhaus und Favoriten. Nach dem Tode Wilhelm Leichts im Jahr 1946 übernahm er die Conférence im Varieté Leicht.
Von Haslinger stammen etwa die Liedtexte zu Die alte Pendeluhr und Der Briefträger Gsieberl; ferner schuf er Wienerlieder wie Die zwa Strawanzer oder Guat schau ma aus, Sketche und Couplets.
Er wurde mit der Robert-Stolz-Medaille und dem Hut vom Lieben Augustin ausgezeichnet.
Haslinger trat noch am 25. November 1972 in einer Folge des Seniorenclubs auf.